# 米德爾塞恩斯海灘 (特拉華州)
米德爾塞恩斯海灘（英語：Middlesex Beach）是位於美國特拉華州蘇塞克斯縣的一個非建制地區。該地的面積和人口皆未知。

## 地理
米德爾塞恩斯海灘的座標為38°31′21″N 75°03′15″W / 38.52250°N 75.05417°W，而該地的平均海拔高度為4米（即13英尺）。